# Mario van der Ende
Mario van der Ende (Den Haag, 28 maart 1956) is een Nederlands oud-voetbalscheidsrechter. Hij floot van 1985 tot 2003 meer dan 600 wedstrijden in het Nederlands betaald voetbal waaronder 4 bekerfinales en 4 wedstrijden om de Johan Cruijff-schaal. Van der Ende was internationaal FIFA-scheidsrechter van 1990 tot en met 2002. Eind 2003 beëindigde hij zijn carrière omdat hij niet meer voor 100% gemotiveerd was.
Van der Ende werkte van 1998 tot 2007 bij de KNVB op de afdelingen wedstrijd- en competitiezaken. Hij stopte met deze werkzaamheden omdat hij het voornamelijk oneens was met de subjectieve wijze van beoordelen, de wijze van groepsgewijs opleiden ("Het was net of je een kind op school leerde klokkijken, het kind aansluitend een horloge gaf, maar de meester bleef steeds zeggen hoe laat het was") en het ontbreken van elke vorm van onafhankelijkheid van de Nederlandse arbiters.

## Loopbaan
Van der Ende debuteerde als scheidsrechter in het betaald voetbal, nadat hij eerst acht jaar wedstrijden in het Nederlands amateurvoetbal leidde (1977-1985). Hij floot 135 internationale duels, waaronder wedstrijden op het EK 1996, WK 1994, WK 1998 , twee Europese Supercups (Manchester United – Rode Ster Belgrado en Arsenal – AC Milan) en 54 A-interlands. In 1999 moest hij zijn werkzaamheden op de velden noodgedwongen zes maanden staken vanwege een vorm van keelkanker. Hierdoor miste hij de hem in het vooruitzicht gestelde Champions League- finale en het EK 2000 in Nederland en België.
Illustratief voor zijn rentree was de opmerking: "De wedstrijd FC Zwolle 2 - FC Volendam 2 op 1 april 2000 is voor mij, na die zeer pittige revalidatieperiode, toch de allerbelangrijkste in mijn carrière geweest".
Van der Ende speelde als actief voetballer zelf bij GONA (1964-1966) en ADO Den Haag (1966-1977). Vervolgens haalde hij trainersdiploma's D, C en B, waarna hij trainer werd van onder meer ADO Den Haag, Westerkwartier, VUC en v.v. Rijswijk (nu Haaglandia). Hij was scout, begeleider en trainer van het KNVB Jeugd Plan Nederland en docent arbitrage bij de KNVB en FIFA. Van der Ende bracht in 2005 een boek uit, genaamd Gebroken Doelpalen.
In maart 2009 verscheen het boek "Hé Scheids !" dat hij samen schreef met journalist Vincent Ronnes.
Tijdens zijn actieve scheidsrechtersloopbaan was hij tevens leraar Nederlands en Maatschappijleer en schooldecaan in het middelbaar- en hogerberoepsonderwijs in Den Haag en Delft en studieadviseur bij de Sporters Business Class van Schoevers-opleidingen. Aansluitend werkte hij van 1998 tot medio 2007 bij de Afdeling Competitiezaken Betaald Voetbal en de Afdeling Scheidsrechterszaken van de KNVB. Van der Ende is een veelgelezen columnist die over actuele voetbal- en arbitragezaken schrijft.
In juni 2008 tekende hij een contract bij de Australische voetbalbond (FFA) als National Referees Technical Director voor het seizoen 2008/2009. In juni 2009 werd hij door de Saoedi-Arabische Voetbalbond gevraagd de arbitrage aldaar door te lichten en van advies te voorzien.

## Interlands
| Datum      | Plaats          | Wedstrijd                   | Uitslag | Competitie        | Kreeg geel | Kreeg voor de tweede keer geel en dus rood | Weggestuurd |
| ---------- | --------------- | --------------------------- | ------- | ----------------- | ---------- | ------------------------------------------ | ----------- |
| 05-06-1991 | Oslo            | Noorwegen - Italië          | 2 - 1   | EK-kwalificatie   | 5          | 0                                          | 1           |
| 09-09-1992 | Bern            | Zwitserland - Schotland     | 3 - 1   | WK-kwalificatie   | 4          | 0                                          | 1           |
| 31-03-1993 | Kopenhagen      | Denemarken - Spanje         | 1 - 0   | WK-kwalificatie   | 4          | 0                                          | 0           |
| 14-04-1993 | Bochum          | Duitsland - Ghana           | 6 - 1   | Vriendschappelijk | 3          | 0                                          | 0           |
| 18-06-1994 | New York        | Italië - Ierland            | 0 - 1   | WK-eindronde      | 3          | 0                                          | 0           |
| 26-06-1994 | Pasadena        | Verenigde Staten - Roemenië | 0 - 1   | WK-eindronde      | 4          | 0                                          | 0           |
| 02-07-1994 | Washington D.C. | Spanje - Zwitserland        | 3 - 0   | WK-eindronde      | 8          | 0                                          | 0           |
| 07-09-1994 | Skopje          | Macedonië - Denemarken      | 1 - 1   | EK-kwalificatie   | 4          | 0                                          | 1           |
| 16-11-1994 | Solna           | Zweden - Hongarije          | 2 - 0   | EK-kwalificatie   | 1          | ?                                          | ?           |
| 29-03-1995 | Dublin          | Ierland - Noord-Ierland     | 1 - 1   | EK-kwalificatie   | 3          | 0                                          | 0           |
| 04-06-1995 | Toronto         | Canada - Turkije            | 1 - 3   | Vriendschappelijk | 5          | 0                                          | 1           |
| 07-06-1995 | Montreal        | Canada - Turkije            | 0 - 3   | Vriendschappelijk | 3          | 0                                          | 0           |
| 23-08-1995 | Brussel         | België - Duitsland          | 1 - 2   | Vriendschappelijk | 3          | 0                                          | 0           |
| 15-11-1995 | Chisinau        | Moldavië - Georgië          | 3 - 2   | EK-kwalificatie   | 2          | 0                                          | 1           |
| 09-06-1996 | Sheffield       | Denemarken - Portugal       | 1 - 1   | EK-eindronde      | 7          | 0                                          | 0           |
| 10-11-1996 | Zagreb          | Kroatië - Griekenland       | 1 - 1   | WK-kwalificatie   | 9          | 0                                          | 0           |
| 30-04-1997 | Boekarest       | Roemenië - Ierland          | 1 - 0   | WK-kwalificatie   | 7          | 0                                          | 0           |
| 07-09-1997 | Aberdeen        | Schotland - Wit-Rusland     | 4 - 0   | WK-kwalificatie   | 2          | 0                                          | 0           |
| 11-10-1997 | Rome            | Italië - Engeland           | 0 - 0   | WK-kwalificatie   | 8          | 0                                          | 1           |
| 08-11-1997 | Tokio           | Japan - Kazachstan          | 5 - 1   | WK-kwalificatie   | 4          | 0                                          | 0           |
| 14-06-1998 | Toulouse        | Argentinië - Japan          | 1 - 0   | WK-eindronde      | 3          | 0                                          | 0           |
| 24-06-1998 | Lens            | Spanje - Bulgarije          | 6 - 1   | WK-eindronde      | 3          | 0                                          | 0           |
| 19-08-1998 | Wenen           | Oostenrijk - Frankrijk      | 2 - 2   | Vriendschappelijk | 2          | 0                                          | 0           |
| 09-06-1999 | Sofia           | Bulgarije - Engeland        | 1 - 1   | EK-kwalificatie   | 5          | 0                                          | 1           |
| 16-08-2000 | Helsinki        | Finland - Noorwegen         | 3 - 1   | Vriendschappelijk | 1          | 0                                          | 1           |
| 15-08-2001 | Reykjavík       | IJsland - Polen             | 1 - 1   | Vriendschappelijk | 3          | 0                                          | 0           |
| 01-09-2001 | Vilnius         | Litouwen - Italië           | 0 - 0   | WK-kwalificatie   | 5          | 0                                          | 0           |

* niet compleet

## Onderscheidingen
- Als oud-scheidsrechter werd Van der Ende in 2003 benoemd tot 'Lid van verdienste' van de KNVB en tot Ridder in de Orde van Oranje-Nassau.
- Bij de KNVB verkiezing vijftig jaar betaald voetbal in 2004 werd hij verkozen tot "Scheidsrechter van de Eeuw" voor andere toparbiters als Leo Horn en Charles Corver.
- Van de FIFA ontving hij de Referee's Special Award, haar hoogste onderscheiding.
- In 2006 werd van der Ende 'lid van verdienste van de Haagse Scheidsrechters Vereniging'
- Won de Sportaward van de gemeente 's-Gravenhage in 1994,1998 en 2003

## Trivia
- Van der Ende leidde op 13 april 2008 de afscheidswedstrijd van Roda JC-speler Ger Senden.
- Van der Ende leidde in augustus 2006 de afscheidswedstrijd van Dennis Bergkamp in Londen.
- Van der Ende leidde in december 1993 de afscheidswedstrijd van René Eijer (Vitesse - Lazio Roma)
- Van der Ende leidde in oktober 1994 de afscheidswedstrijd van Hans van Breukelen ( PSV - Oranje/PSV '88)
- Van der Ende leidde op 3 juni 2003 het afscheidstoernooi van Aron Winter in het Amsterdams Concertgebouw
- Van der Ende heeft zijn eigen bedrijf Endless Progression waarin coaching en trainingen centraal staan. Tevens is hij actief als gastspreker, presentator en forumleider
- Van der Ende is ambassadeur van KIKA
- Van der Ende is sportambassadeur van de gemeente 's-Gravenhage
- Van der Ende deed in 2012 mee aan het programma De Slimste Mens